# Сент-Вобур
Сент-Вобу́р (фр. Sainte-Vaubourg) — коммуна во Франции, находится в регионе Шампань — Арденны. Департамент коммуны — Арденны. Входит в состав кантона Аттиньи. Округ коммуны — Вузье.
Код INSEE коммуны — 08398.
Коммуна расположена приблизительно в 180 км к востоку от Парижа, в 60 км севернее Шалон-ан-Шампани, в 36 км к югу от Шарлевиль-Мезьера.

## Население
Население коммуны на 2008 год составляло 97 человек.
| 1962 | 1968 | 1975 | 1982 | 1990 | 1999 | 2008 |
| ---- | ---- | ---- | ---- | ---- | ---- | ---- |
| 93   | 116  | 117  | 93   | 102  | 92   | 97   |

## Экономика
В 2007 году среди 56 человек в трудоспособном возрасте (15—64 лет) 44 были экономически активными, 12 — неактивными (показатель активности — 78,6 %, в 1999 году было 66,7 %). Из 44 активных работали 39 человек (23 мужчины и 16 женщин), безработных было 5 (2 мужчин и 3 женщины). Среди 12 неактивных 6 человек были учениками или студентами, 3 — пенсионерами, 3 были неактивными по другим причинам.

## Достопримечательности
- Церковь Сен-Жювен (XVI век). Исторический памятник с 1862 года.[3]

## Фотогалерея

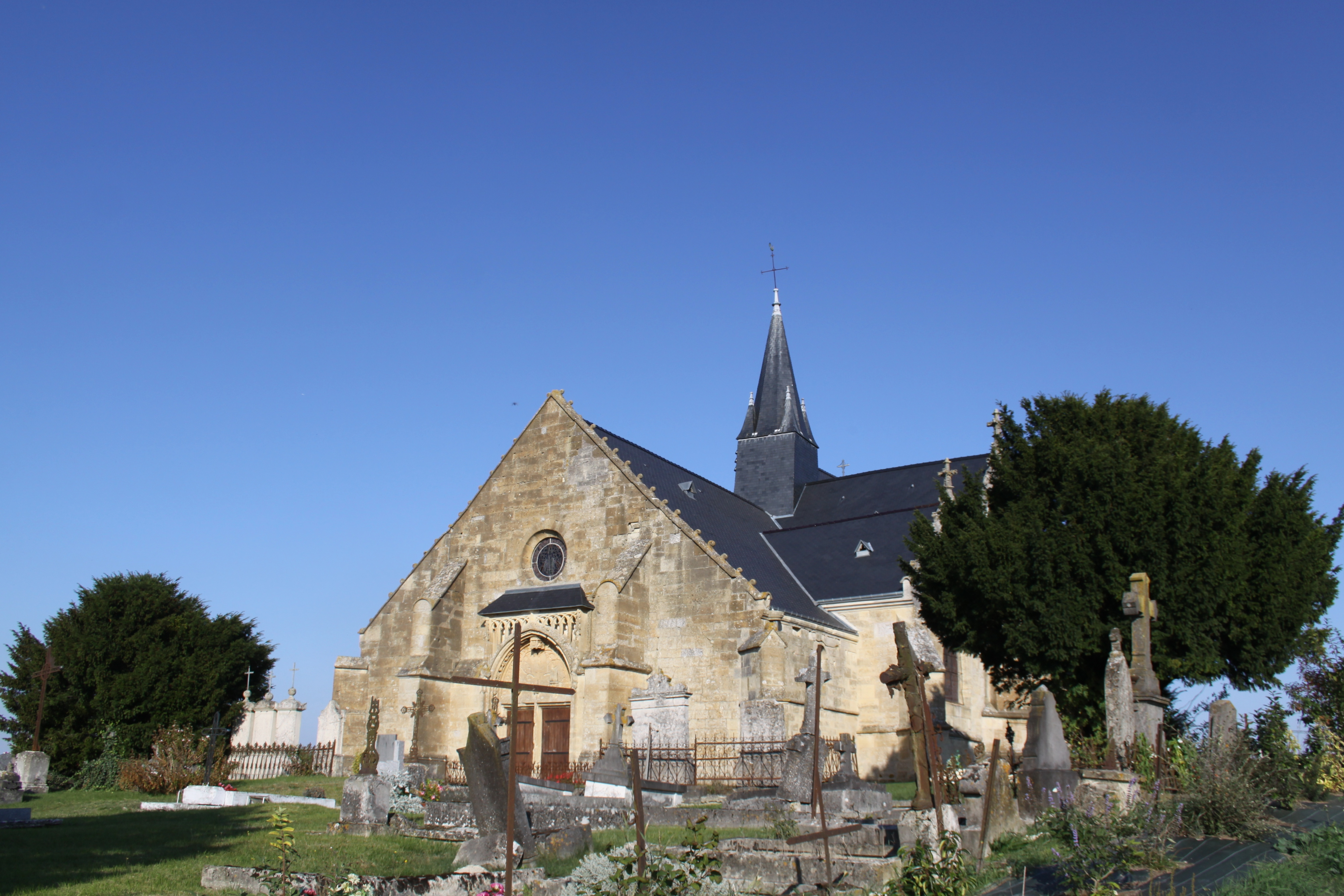
Церковь Сен-Жювен
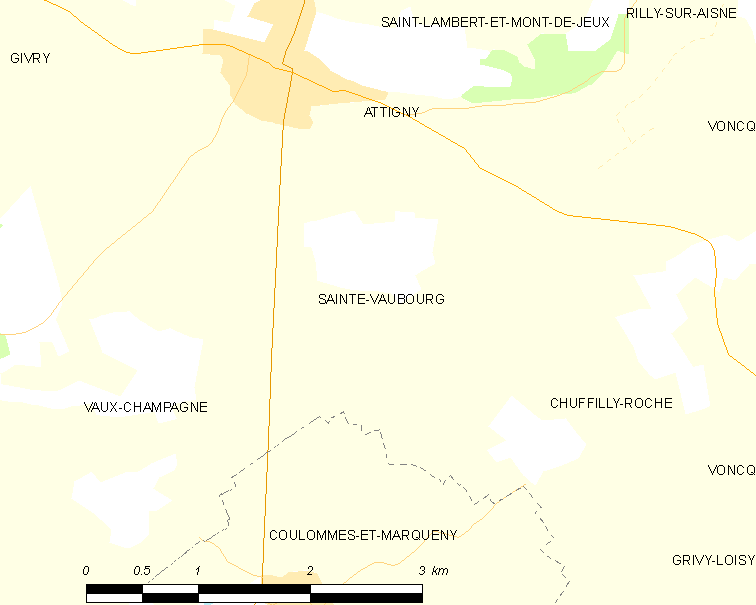
Карта коммуны